# Chicken-n-Beer
Chicken-n-Beer je treći studijski album američkog repera Ludacrisa. Album je debitirao na broju jedan i u prvom tjednu prodan je u 429 000 primjeraka. Album sadrži singlove "Stand Up", "P-Poppin", "Splash Waterfalls" i "Diamond in the Back". Do danas album je prodan u 2,7 milijuna primjeraka. [nedostaje izvor]

## Popis pjesama
|      | Naziv                                                               | Producent(i)                  | Uzorci                                                         | Trajanje |
| ---- | ------------------------------------------------------------------- | ----------------------------- | -------------------------------------------------------------- | -------- |
| 1.   | "Southern Fried Intro"                                              | DJ Nasty & L.V.M.             | - "Walk On By" od Isaac Hayes - "Stand By" od Charli Baltimore | 3:55     |
| 2.   | "Blow It Out"                                                       | Ron Browz                     |                                                                | 4:05     |
| 3.   | "Stand Up" (zajedno s Shawnna)                                      | Kanye West, Ludacris (co)     |                                                                | 3:33     |
| 4.   | "Rob Quarters" (skeč)                                               | Terrence "T-Storm" Battle     |                                                                | 1:04     |
| 5.   | "Splash Waterfalls"                                                 | Icedrake                      | - "Be Ever Wonderful" od Ted Taylor                            | 4:50     |
| 6.   | "Hard Times" (zajedno s 8Ball & MJG i Carl Thomas)                  | DJ Nasty & L.V.M.             | - "My Little Girl" od Bobbi Humphrey                           | 5:15     |
| 7.   | "Diamond In The Back"                                               | DJ Paul i Juicy J             | - "Be Thankful for What You Got" od William Devaughn           | 4:12     |
| 8.   | "Screwed Up" (zajedno s Lil' Flip)                                  | Ruh Anubis Yazid              |                                                                | 4:52     |
| 9.   | "T Baggin'" (skeč)                                                  | Terrence "T-Storm" Battle     |                                                                | 0:53     |
| 10.  | "P-Poppin" (gosti: Shawnna i Lil Fate)                              | Zukhan Bey, The Neptunes (co) | - "Danger (Been So Long)" od Mystikal                          | 4:50     |
| 11.  | "Hip Hop Quotables"                                                 | Erick Sermon                  |                                                                | 3:09     |
| 12.  | "Black Man's Struggle" (skeč)                                       | Terrence "T-Storm" Battle     |                                                                | 0:35     |
| 13.  | "Hoes in My Room" (zajedno s Snoop Dogg)                            | Ruh Anubis Yazid              |                                                                | 4:40     |
| 14.  | "Teamwork"                                                          | Black Key                     |                                                                | 3:46     |
| 15.  | "Interactive" (skeč)                                                | Terrence "T-Storm" Battle     |                                                                | 1:03     |
| 16.  | "We Got" (zajedno s I-20, Tity Boi i Chingy)                        | DJ Paul i Juicy J             |                                                                | 4:21     |
| 17.  | "Eyebrows Down" (zajedno s Playaz Circle)                           | Jook                          |                                                                | 5:20     |
| 18.* | "Act a Fool"                                                        | Keith Mack                    |                                                                | 4:30     |
| 19.* | "Southern Hospitality" (Remix) (zajedno s Ms. Dynamite i Maxwell D) | Ron Browz                     |                                                                | 4:03     |
| 20.* | "Blow It Out" (Remix) (zajedno s 50 Cent)                           | Ron Browz                     |                                                                | 4:03     |

## Top liste
| Top lista                            | Najviša pozicija |
| ------------------------------------ | ---------------- |
| SAD Billboard 200                    | 1                |
| SAD Billboard Top R&B/Hip-Hop Albums | 1                |
| SAD Billboard Top Rap Albums         | 1                |
| Kanada                               | 5                |